# آراتیوس
آراتیوس (یونانی: 'Αράτιος؛ مرگ در ۵۵۲) یک فرمانده نظامی ارمنی در سده ششم میلادی و برادر نرسس بود. او در آغاز در ایران ساسانی خدمت می‌کرد اما پس از مدتی به بیزانس فرار کرد. او در جنگ ایبری و جنگ گوت‌ها شرکت کرد و سرانجام در یک کمین نظامی کشته شد.